# Divisão N.º 5 (Saskatchewan)
A Divisão N.º 5 é uma das dezoito divisões do censo da província canadense de Saskatchewan, conforme definido pela Statistics Canada. A região está localizada no canto sudeste da província, na fronteira com Manitoba. A comunidade mais populosa desta divisão é Melville.
De acordo com o censo populacional de 2006, 30,5 mil pessoas moram nesta divisão. A região tem uma área de 14782 km2.